# ويندوز شل
ويندوز شل (بالإنجليزية: Windows Shell)‏ هي واجهة مستخدم رسومية في نظم تشغيل مايكروسوفت ويندوز، تعرف ببساطة على أنها مجموع العناصر التي تشكل سطح المكتب، شريط المهام والقائمة اِبدأ، مهام التنقل وميزات التشغيل التلقائي، وفي بعض الاصدارات من ويندوز تتضمن ميزات التنقل ثلاثي الأبعاد والتأثيرات البصرية Charms.
في ويندوز 10، تكون تجربة مضيف واجهة الأقراص مشابهة لواجهة القائمة إبدأ، مركز الأحداث Action Center وشريط المهام نمط عرض المهام حسب الخط الزمني، وهي ميزة جديدة لعرض النوافذ المفتوحة مؤخرا بشكل ديناميكي.
بطبيعة الحال، ويندوز شل يتضمن أيضا مساحة اسمية Namespace التي تسمح بتفاعل البرامج المشغلة مع الواجهة الرسومية وإعطاءها حقوق الوصول لموارد الحاسوب عبر الوراثة خلال اغراض الشل ذاته.
سطح المكتب يحتل قمة الهرم لأغراض الشل وتحته تتموضع الملفات والمجلدات المخرنة على القرص، إضافة لعدد من الملفات والمجلدات الخاصة بنظام التشغيل ذاته والتي تكون اما محتوى ديناميكي أو افتراضي مثل مكتبات سلة المحذوفات، لوحة التحكم، جهاز الكمبيوتر الشخصي ومجلد الشبكة، إضافة لملفات أخرى.
ويندوز شل الحالي هو نتاج تطور الصدفة «التي تعرف بثاني طبقة من نظم التشغيل التي تتموضع فوق النواة Kernel وتحت طبقة التطبيقات»، على مر نسخ ويندوز المختلفة إبتداء من ويندوز 95.
يمكن القول أيضا بأن ويندوز شل هو مستكشف الملفات وهو برنامج يسمح بأستعراض الملفات والمجلدات والبرامج والبريمجات والخدمات والموارد التي يوفرها نظام التشغيل.

## الميزات

### سطح المكتب
مقالة منفضلة: سطح المكتب
سطح مكتب ويندوز هو كامل النافذة المعروضة على شاشة الحاسب وكل النوافذ في الخلفية، تعمل كمضيف لخلفية المستخدم ومصفوفة ايقونات الحاسوب والتي تتضمن:
- الملفات والمجلدات: المستخدمون والبرامج قد تخزن ملفات ومجلدات على سطح مكتب ويندوز، بشكل إفتراضي، وفي الإصدارات الاخيرة من ويندوز لا تعرض سوى سلة المحذوفات مع خيار إضافة المجدات الاساسية [1] مثل «هذا الكمبيوتر» و «لوحة التحكم» و «متصفح إيدج»، البرامج المنصبة عادة ما تضع اختصارات لها على سطح المكتب، لتعطي المستخدم إمكانية وصول أفضل، مع إمكانية تخزين بيانات شخصية على سطح المكتب.
- مجلدات خاصة: تعرف أيضا بمجلدات شل، وعلى عكس الملفات والمجلدات التقليدية لا تشير المجلدات الخاصة إلى موقع تخزين محدد على القرص الصلب، على النقيض، يمكنها ان تفتح مجلد يختلف موقعه من حاسوب إلى حاسوب أخر مثل مجلد التنزيلات أو المستندات، أو مجلدات تحدد مجموعة ملفات ومجلدات ذات خاصية محددة وموجودة بشكل متفرق على القرص الصلب مثل سلة المحذوفات، أو حتى تفتح موارد محددة بدون ملفات مثل مجلد الشبكة أو تعطي ميزات التحكم والتخصيص مثل لوحة التحكم.

ويندوز فيستا وويندوز 7 (والإصدارات التي تلتهما من ويندوز سيرفر) تعطي إمكانية إضافة أدوات سطح المكتب على سطح المكتب مثل الساعة والملاحظات الملصقة.

### شريط المهام
مقالة منفصلة: شريط المهام

### القائمة إبدأ
مقالة منفصلة: القائمة إبدأ

### التشغيل التلقائي
مقالة منفصلة: التشغيل التلقائي

## العلاقة مع مستكشف الملفات
مستكشف الملفات هو أحد مكونات ويندوز يمكنه تصفح مساحة اسم شِل. بمعنى آخر، يمكنه تصفح الأقراص والملفات والمجلدات كما يفعل مدير الملفات، ولكن يمكنه أيضًا الوصول إلى لوحة التحكم وكائنات شبكة الطلب الهاتفي والعناصر الأخرى المقدمة أعلاه. بالإضافة إلى ذلك، فإن الملف القابل للتنفيذ explorer.exe، المسؤول عن تشغيل مستكشف الملفات، مسؤول أيضًا عن تشغيل شريط المهام وقائمة ابدأ وجزء من سطح المكتب. ومع ذلك، يعمل مبدل المهام أو الرموز أو التشغيل التلقائي حتى عندما يتم إغلاق جميع مثيلات عملية explorer.exe، ولا يزال بإمكان برامج الكمبيوتر الأخرى الوصول إلى مساحة اسم شِل بدونها. في البداية يسمى مستكشف ويندوز، تم تغيير اسمه إلى مستكشف الملفات بدءًا من ويندوز 8، على الرغم من أن اسم البرنامج لا يزال explorer.exe.